# ヘキサメディア
ヘキサメディア（HEXaMedia）は、埼玉県川口市に本社を置く、ドローンによる空撮を提供する会社である。

## 概要
マルチコプターの黎明期から空撮を手がけ、エンルートの空撮部門であった時代には、国産マルチコプターの開発を行っていた。
数多くのCMやミュージックビデオの空撮を手がけており、テレビ東京系列で放送されていた空から日本を見てみよう（そらからにほんをみてみよう）での実機ヘリの運用および、マルチコプターによる空撮は全てヘキサメディアが担当していた。
前身はヘリコプターの航空事業会社であったため、現在も実機ヘリによる空撮を手がけている。

## 作品一覧

### CM
- JR東海「そうだ京都行こう」　2018年春
- JR東日本グループ企業広告「まちづくり」篇
- サントリー　南アルプス　ＰＥＡＫＥＲ（ピーカー）ビターエナジー

### ミュージックビデオ
- AKB48 - 『＃好きなんだ』
- NGT48 - 『世界はどこまで青空なのか?』
- STU48 - 『風を待つ』
- GLAY - 『the other end of the globe』
- =LOVE - 『=LOVE』
- Aimer - 『one』
- BRAHMAN - 『ナミノウタゲ』

### 映画
- ピース・ニッポン（2018年）

### テレビ
- 空から日本を見てみよう
- NHKスペシャル　秘島探検 東京ロストワールド 第１集 南硫黄島
- NHKスペシャル　秘島探検 東京ロストワールド 第２集 孀婦(そうふ)岩